# Премія НАН України імені М. М. Боголюбова
Премія НАН України імені Миколи Миколайовича Боголюбова — премія, встановлена НАН України за видатні наукові роботи в галузі математики і теоретичної фізики.
Премію засновано 1992 року та названо на честь видатного радянського математика і механіка, фізика-теоретика, академіка Академії наук СРСР і УРСР Миколи Миколайовича Боголюбова.
Починаючи з 2007 р. премію імені М. М. Боголюбова присуджує Відділення математики НАН України щотри роки. У перший рік Відділення математики НАН України присуджує премії імені М. Г. Крейна та О. В. Погорєлова, в другий рік — М. М. Боголюбова та М. В. Остроградського, і в третій — М. М. Крилова та М. О. Лаврентьєва.

## Лауреати премії
| Рік  | Премійовані роботи | Лауреати                                | Коротко про лауреата |
| ---- | --- | --------------------------------------- | --- |
| 1992 | За цикл робіт «Метод усереднення та його застосування у математичній і теоретичній фізиці»                              | Бар'яхтар Віктор Григорович             | академік НАН України, завідувач кафедри математики та теоретичної радіофізики на радіофізичному факультеті Київського державного університету ім. Т. Г. Шевченка |
| 1992 | За цикл робіт «Метод усереднення та його застосування у математичній і теоретичній фізиці»                              | Митропольський Юрій Олексійович         | академік НАН України |
| 1993 | За цикл робіт «Теорія розсіяння квантових систем та одновимірні динамічні системи»                                      | Шарковський Олександр Миколайович       | академік НАН України, завідувач відділом Інституту математики НАН України                                                                                        |
| 1993 | За цикл робіт «Теорія розсіяння квантових систем та одновимірні динамічні системи»                                      | Ситенко Олексій Григорович              | |
| 1994 | За цикл робіт «Квантові і стохастичні еволюційні системи в теорії збурень»                                              | Ахієзер Олександр Ілліч                 | |
| 1994 | За цикл робіт «Квантові і стохастичні еволюційні системи в теорії збурень»                                              | Королюк Володимир Семенович             | академік НАН України, завідувач відділом Інституту теоретичної фізики НАН України                                                                                |
| 1994 | За цикл робіт «Квантові і стохастичні еволюційні системи в теорії збурень»                                              | Ширков Дмитро Васильович                | |
| 1995 | За цикл робіт «Функціонально-алгебраїчні методи в математичній фізиці»                                                  | Марченко Володимир Олександрович        | |
| 1995 | За цикл робіт «Функціонально-алгебраїчні методи в математичній фізиці»                                                  | Парасюк Остап Степанович                | академік НАН України, професор кафедри теорії ймовірностей та математичної статистики КНУ ім. Т. Г. Шевченка.                                                    |
| 1995 | За цикл робіт «Функціонально-алгебраїчні методи в математичній фізиці»                                                  | Тавхелідзе Альберт Никифорович          | академік РАН та АН Грузії, директор Інституту фізики високих енергій Тбіліського державного університету                                                         |
| 1996 | За цикл праць «Актуальні проблеми функціонального аналізу та їх застосування до теоретичної фізики»                     | Березанський Юрій Макарович             | академік НАН України |
| 1996 | За цикл праць «Актуальні проблеми функціонального аналізу та їх застосування до теоретичної фізики»                     | Лазарєв Борис Георгійович               | |
| 1996 | За цикл праць «Актуальні проблеми функціонального аналізу та їх застосування до теоретичної фізики»                     | Владимиров Василь Сергійович            | |
| 1997 | За цикл праць «Створення та обґрунтування сучасних математичних задач фізики та механіки»                               | Погорєлов Олексій Васильович            | академік НАН України, завідувач відділу Фізико-технічного інституту низьких температур ім. Б. І. Вєркіна НАН України                                             |
| 1997 | За цикл праць «Створення та обґрунтування сучасних математичних задач фізики та механіки»                               | Самойленко Анатолій Михайлович          | академік НАН України, директор Інституту математики НАН України                                                                                                  |
| 1997 | За цикл праць «Створення та обґрунтування сучасних математичних задач фізики та механіки»                               | Логунов Анатолій Олексійович            | |
| 1999 | За цикл робіт «Асимптотичні методи в задачах математичної фізики»                                                       | Скрипник Ігор Володимирович             | |
| 1999 | За цикл робіт «Асимптотичні методи в задачах математичної фізики»                                                       | Боголюбов Микола Миколайович (молодший) | |
| 1999 | За цикл робіт «Асимптотичні методи в задачах математичної фізики»                                                       | Боголюбов Павло Миколайович             | |
| 2001 | За цикл робіт «Теорія поля й теорія невпорядкованих систем»                                                             | Пастур Леонід Андрійович                | академік НАН України, завідувач відділу Фізико-технічного інституту низьких температур ім. Б. І. Вєркіна НАН України                                             |
| 2001 | За цикл робіт «Теорія поля й теорія невпорядкованих систем»                                                             | Пелетмінський Сергій Володимирович      | академік НАН України, начальник відділу Національного наукового центру «Харківський фізико-технічний інститут»                                                   |
| 2001 | За цикл робіт «Теорія поля й теорія невпорядкованих систем»                                                             | Кадишевський Володимир Георгійович      | академік РАН, директор Об'єднаного інституту ядерних досліджень                                                                                                  |
| 2003 | За цикл робіт з теоретичної і математичної фізики                                                                       | Наумовець Антон Григорович              | |
| 2003 | За цикл робіт з теоретичної і математичної фізики                                                                       | Петрина Дмитро Якович                   | |
| 2003 | За цикл робіт з теоретичної і математичної фізики                                                                       | Жижченко Олексій Борисович              | |
| 2005 | За цикл праць «Розробка нових математичних моделей для вивчення динамічних і статистичних властивостей складних систем» | Локтєв Вадим Михайлович                 | |
| 2005 | За цикл праць «Розробка нових математичних моделей для вивчення динамічних і статистичних властивостей складних систем» | Луковський Іван Олександрович           | |
| 2005 | За цикл праць «Розробка нових математичних моделей для вивчення динамічних і статистичних властивостей складних систем» | Фадєєв Людвіг Дмитрович                 | |
| 2008 | За цикл робіт «Актуальні питання математичної фізики і статистичної механіки»                                           | Білоколос Євген Дмитрович               | доктор фізико-математичних наук, завідувачу відділу Інституту магнетизму НАН та МОН України                                                                      |
| 2008 | За цикл робіт «Актуальні питання математичної фізики і статистичної механіки»                                           | Прикарпатський Анатолій Карольович      | доктор фізико-математичних наук, професор Дрогобицького державного педагогічного університету імені Івана Франка                                                 |
| 2008 | За цикл робіт «Актуальні питання математичної фізики і статистичної механіки»                                           | Суханов Олександр Дмитрович             | доктор фізико-математичних наук, провідний науковий співробітник Об'єднаного інституту ядерних досліджень (Дубна)                                                |
| 2011 | За цикл робіт «Розвиток ідей М. Боголюбова у теоретичній та математичній фізиці»                                        | Загородній Анатолій Глібович            | академік НАН України, директор Інституту теоретичної фізики імені М. М. Боголюбова НАН України                                                                   |
| 2011 | За цикл робіт «Розвиток ідей М. Боголюбова у теоретичній та математичній фізиці»                                        | Макаров Володимир Леонідович            | академік НАН України, завідувач відділу Інституту математики НАН України                                                                                         |
| 2011 | За цикл робіт «Розвиток ідей М. Боголюбова у теоретичній та математичній фізиці»                                        | Матвєєв Віктор Анатолійович             | академік РАН, директор Інституту ядерних досліджень РАН |
| 2014 | За цикл робіт «Нові напрямки в теорії зображень та її застосуваннях»                                                    | Григорчук Ростислав Іванович            | доктор фізико-математичних наук, заслужений професор Техаського університету A&M                                                                                 |
| 2014 | За цикл робіт «Нові напрямки в теорії зображень та її застосуваннях»                                                    | Дрозд Юрій Анатолійович                 | член-кореспондент НАН України, завідувач відділу алгебри Інституту математики НАН України                                                                        |
| 2014 | За цикл робіт «Нові напрямки в теорії зображень та її застосуваннях»                                                    | Яковенко Володимир Мефодійович          | академік НАН України, почесний директор Інституту радіофізики та електроніки імені О. Я. Усикова НАН України                                                     |
| 2017 | За цикл праць «Асимптотичні методи нелінійної механіки та статистичної фізики»                                          | Юхновський Ігор Рафаїлович              | академік НАН України, почесний директор Інститут фізики конденсованих систем НАН України                                                                         |
| 2017 | За цикл праць «Асимптотичні методи нелінійної механіки та статистичної фізики»                                          | Перестюк Микола Олексійович             | академік НАН України, завідувач кафедри Київського національного університету імені Тараса Шевченка                                                              |
| 2020 | За цикл праць «Аналітичні та алгебраїчні методи в задачах математичної фізики»                                          | Литвиненко Леонід Миколайович           | академік НАН України, радник при дирекції Радіоастрономічного інституту НАН України                                                                              |
| 2020 | За цикл праць «Аналітичні та алгебраїчні методи в задачах математичної фізики»                                          | Михайлець Володимир Андрійович          | доктор фізико-математичних наук, завідувач лабораторії Інституту математики НАН України                                                                          |
| 2020 | За цикл праць «Аналітичні та алгебраїчні методи в задачах математичної фізики»                                          | Нікітін Анатолій Глібович               | член-кореспондент НАН України, завідувач відділу Інституту математики НАН України                                                                                |